# Гросс Олександр Іванович
Олександр Іванович Гросс (бл. 1830-ті — після 1896) — архітектор-художник, титулярний радник (1894), академік архітектури, автор проєктів багатьох церков та будинків, зведених у стилі української народної церковної архітектури на Глухівщині.

## Життєпис та творчість
Олександр Гросс народився не пізніше початку 1830-х років у Ліфляндській губернії. У 1856 році закінчив академію мистецтв в Санкт-Петербурзі.

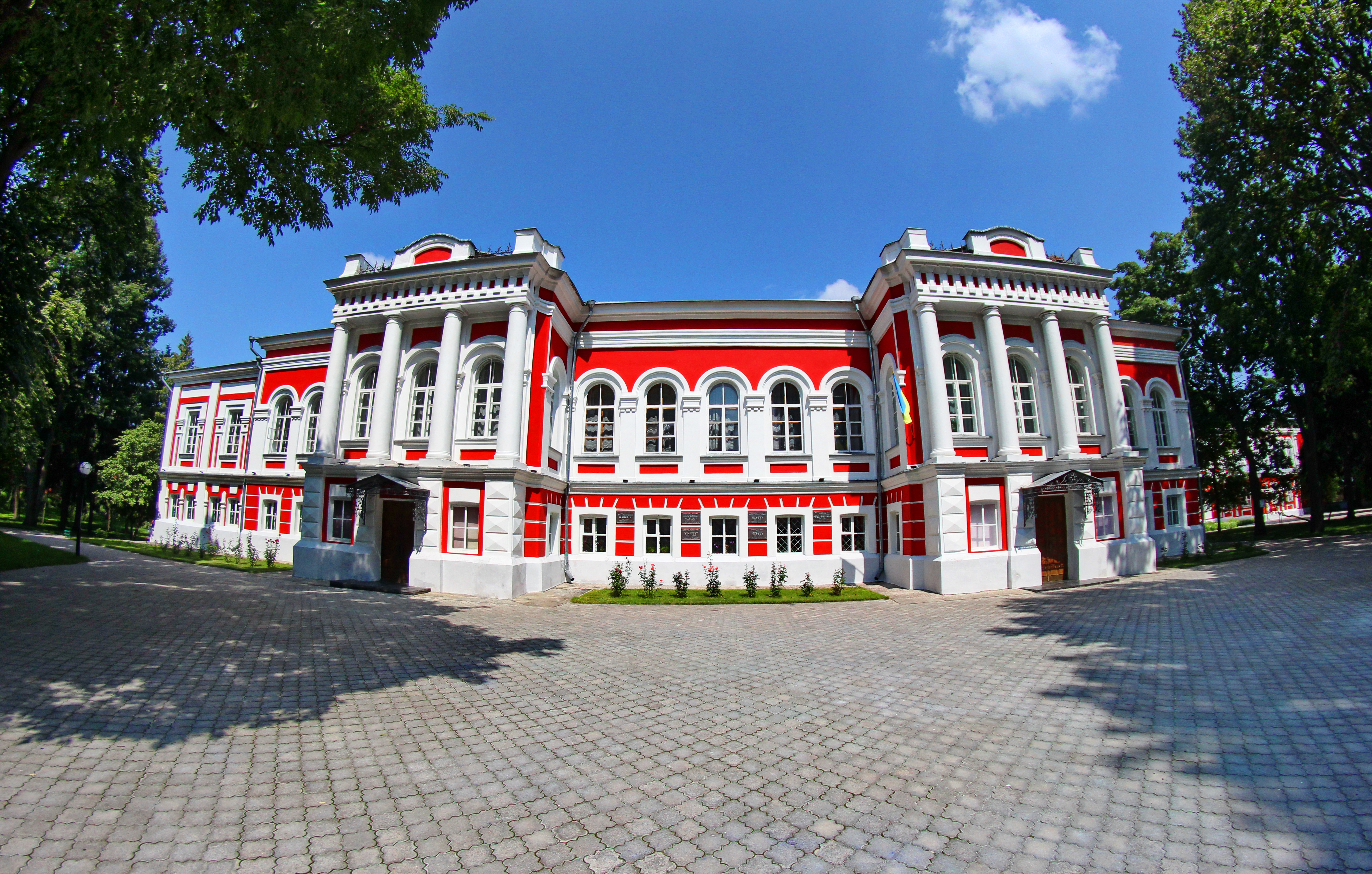
Приміщення Глухівської чоловічої гімназії, проєкт якої було створено 1869 року Олександром Гроссом для маєтку Терещенків (нині — центральний корпус Глухівського національного педагогічного університету імені Олександра Довженка)

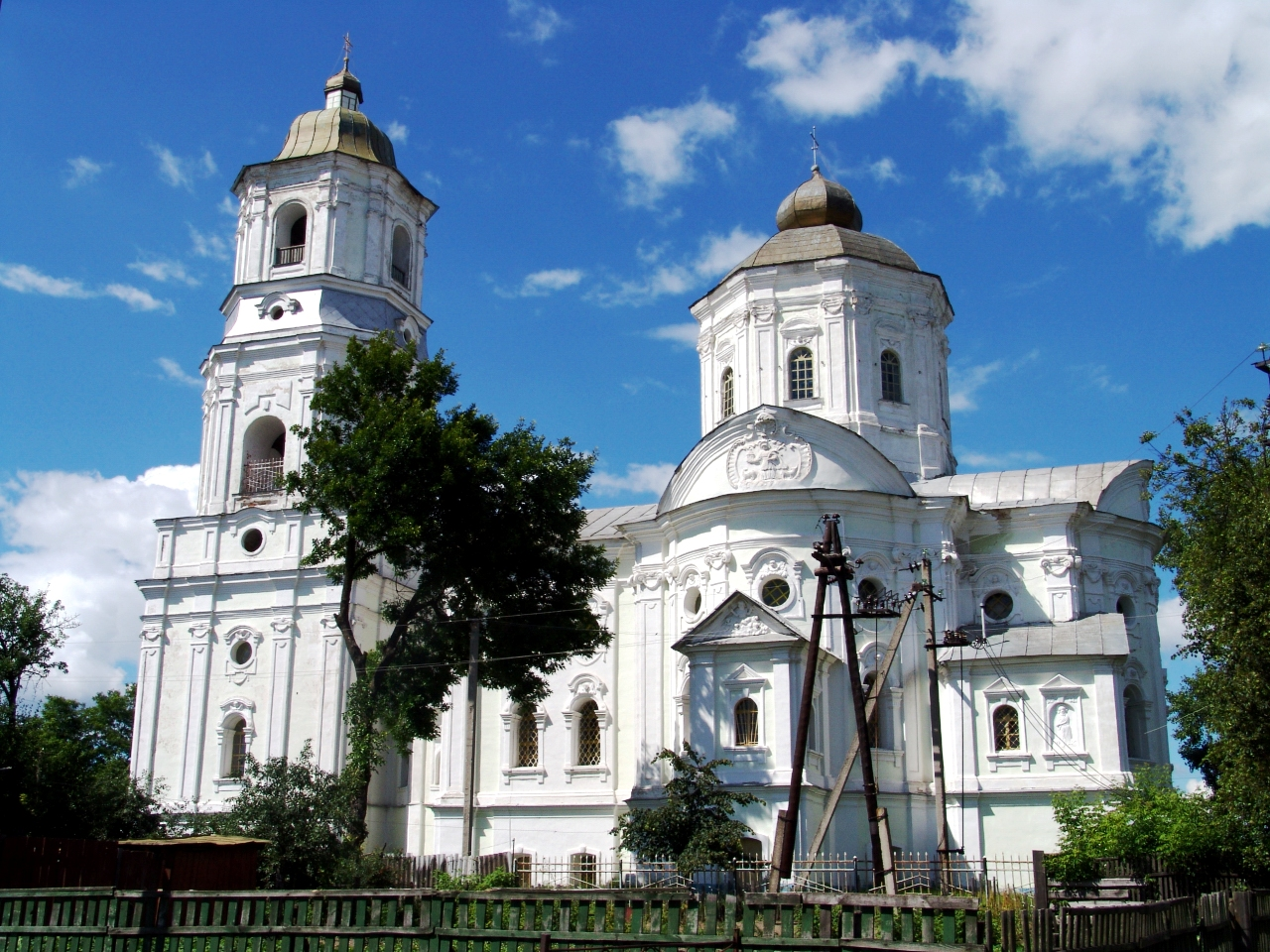
Втілений проєкт 1874 року прибудови триярусної мурованої дзвіниці до храму Михайлівської церкви у містечку Вороніж Шосткинського району

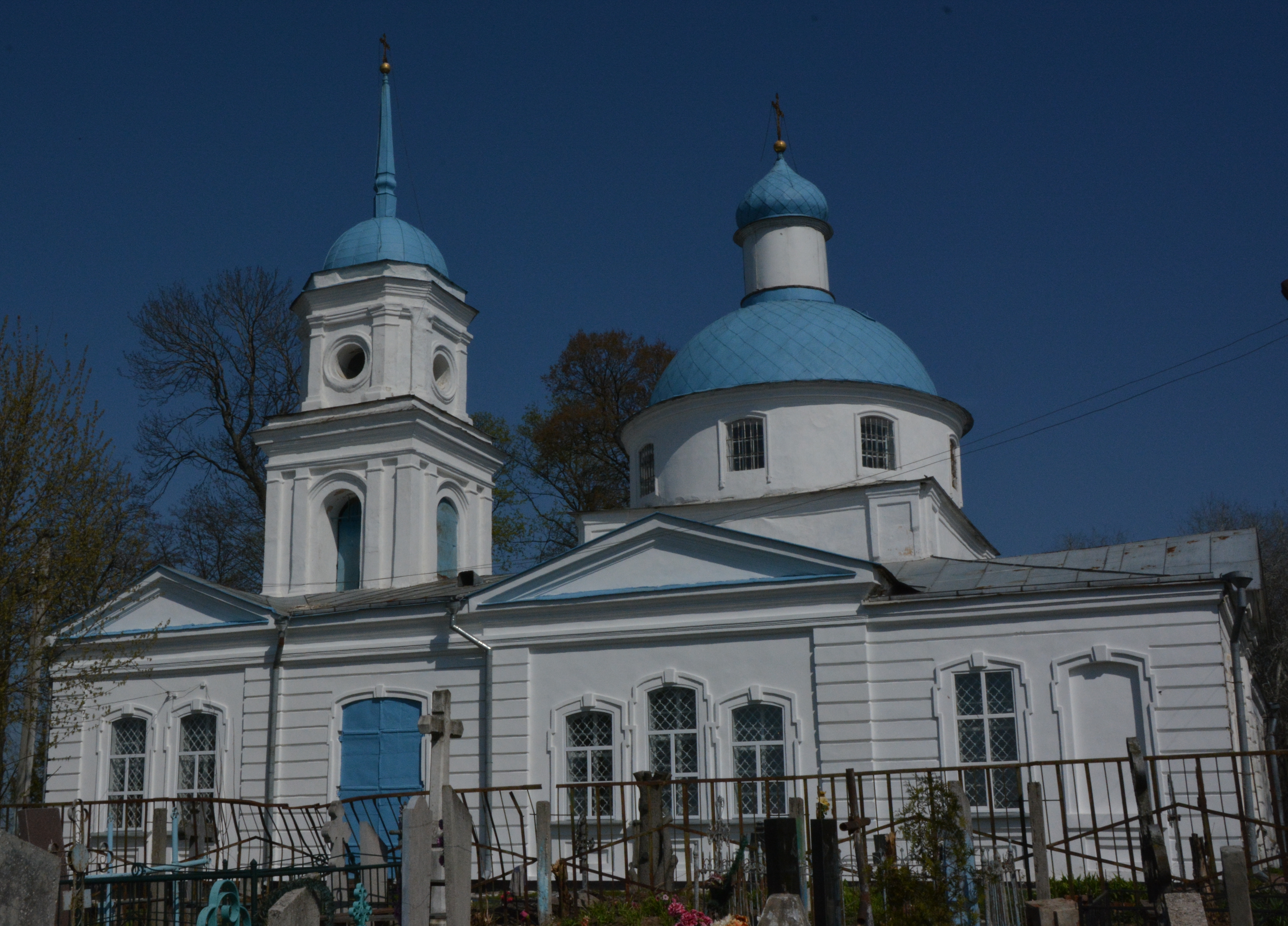
Втілений проєкт 1866 року з розширення об'єму кладбищенського Вознесенського храму у Глухові

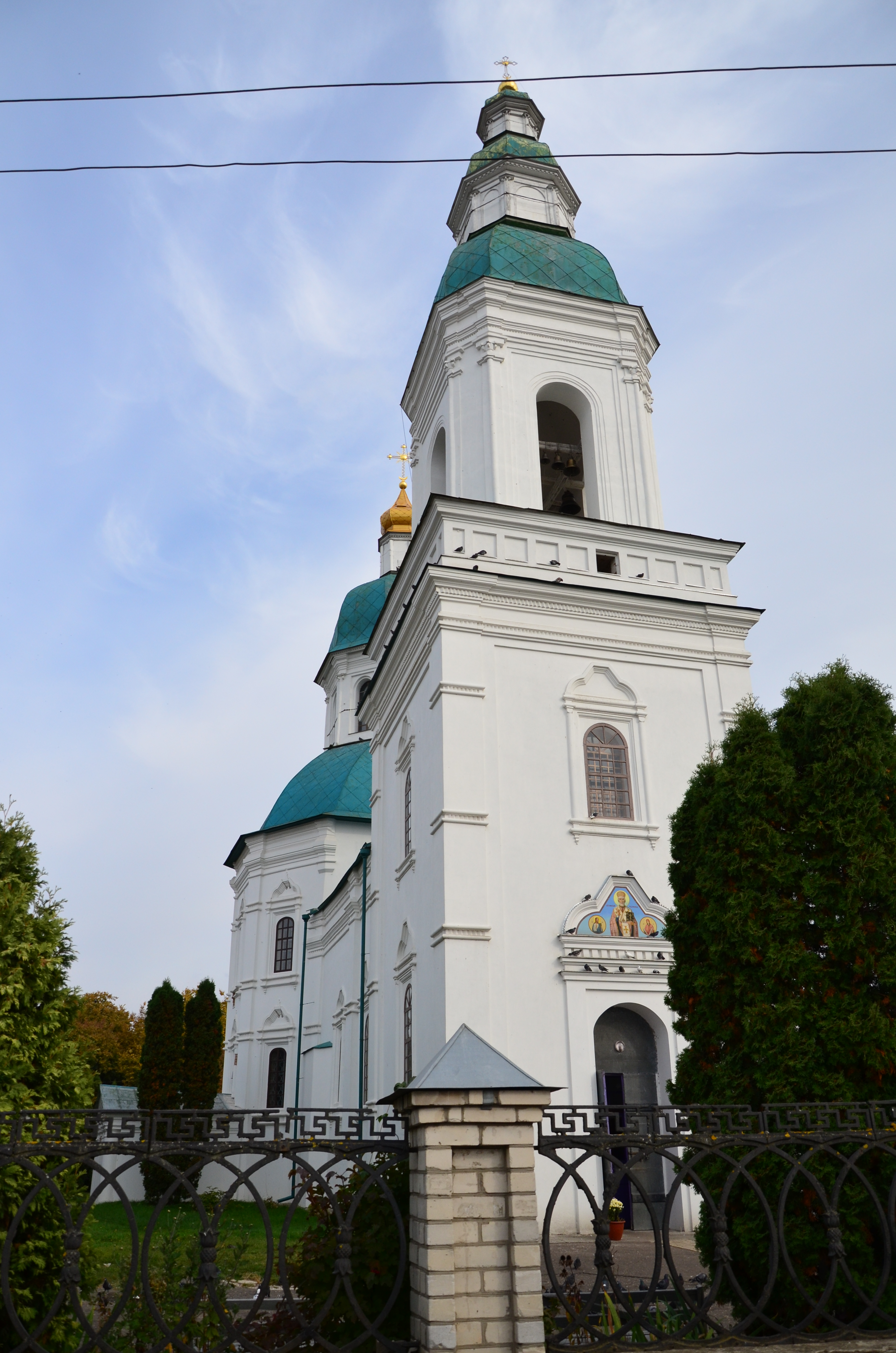
Дзвіниця прибудована до глухівського храму Святого Миколая за проєктом 1871 року Олександра Гросса

Одна з перших художніх робіт Олександра Гросса датується 1865 роком. Він став автором проєкту пам'ятника Петру Рум'янцеву-Задунайському в Глухові тодішньої Чернігівської губернії (нині — Сумська область). Композиція складалася із бронзової скульптури фельдмаршала на постаменті із блоків пісковика добутих в кар'єрах Андрія Миклашевського та Ніколи Терещенка, в оточені ажурної металевої огорожі. У 1866 році Олександр Гросс продовжує працювати в Глухові. Він розширює об'єм кладбищенського Вознесенського храму: у стінах первісних частин храму були пробиті широкі півциркульні арки. Трикутні пандативи, що несли первісну баню, були зрубані до половини їхньої висоти. Також, цього року, гвардії штабс капітан Микола Неплюєв замовив у приватного архітектора проєкт кам'яного млина з паровим двигуном.
У ході перебудови старої культової архітектури він у своїх проєктах, у більшості випадків, копіює старе оздоблення храму та «переносить» його на новобудову. Так, прибудовуючи дзвіниці до храмів XVII–XVIII ст. архітектор лише доповнює загальну композицію, звеличує, гармонійно вписує в концепцію церкви. Так у 1871 році, за проєктом Олександра Гросса було добудовано дзвіницю до глухівського храму Святого Миколая. Архітектор плідно працює над реконструкцією храмів на території Глухівського повіту дотримуючись принципів української народної церковної архітектури та побажань ктиторів храмів. Зокрема, це — дерев'яна дзвіниця храму в селі Семенівка (нині — у складі Глухівської міської громади), зведена у 1864 році та кам'яна дзвіниця Покровської церкви села Собичева (нині — у складі Шосткинської міської громади) у 1871 році. Також цього року Гросс допомагає відновити пошкоджений буревієм центальний купол храму Миколи Чудотворця в містечку Марчихина Буда (з 2020 року — Свеської селищної громади Шосткинського району). Паралельно до бабинця добудовують двоярусну дзвіницю яка гармонійно повторює неокласичні риси храму.
Весь свій хист і вміння Олександр Гросс проявив 1874 році під час виготовлення проєкту прибудови триярусної мурованої дзвіниці до храму Михайлівської церкви у містечку Вороніж. Однак утілили його пізніше в 1890 році з певними відхиленнями (нині — у складі Шосткинської міської громади). Стилістично вона схожа на пишно оздоблений бароковий храм XVIII століття. Так само, не порушуючи стиль композиції, архітектор добудовував за своїм проєктом дзвіницю до Михайлівського храму в селі Уланове (нині — Есманська селищна громада). Також архітектором були реалізовані й типові єпархіальні проєкти. Зокрема, це — три подібні кам'яні церкви, споруджені за креслениками Гросса: у 1864 році в селі Есмань (нині — центр Есманської селищної громади), через два роки — у Холопковому (нині село Перемога, у складі Шосткинської міської громади) та в селі Тулиголове (нині — у складі Кролевецької міської громади) у 1873 році. У 1875 році архітектор виконує оригінальне замовлення громади Георгіївської церкви села Пустогород (з 2020 року — Есманської селищної громади Шосткинського району). Архітектор модернізував дерев'яний храм, виконаний у стилі класицизму, додавши до нього новомодні єпархіальні елементи. За його планом відбулася заміна маківки на центральному куполі, встановлення меншої маківки над алтарем, перебудова та збільшення існуючої дзвіниці, облицювання всього тіла храму дошками.
Одним із шедеврів культової архітектури авторства Олександра Гросса стала Глухівська золотоверха синагога. Спроєктована у 1867 році, вона мала доповнити загальну панораму центру Глухова, але в той же час не бути кращою за православні храми міста. Однак, проєкт повністю не реалізували. Синагога зведена у 1870 році стала спрощеною копією роботи архітектора.
Окремою віхою творчості Олександра Гросса стала торгово-промислова архітектура. У 1867 році він спроєктував дерев'яну на кам'яному цоколі винокурню Івана Скоропадського, що знаходилася на околиці Глухова. У 1871 році архітектор виконав замовлення купця Івана Крюкова, який хотів спорудити на своїй земельній ділянці кам'яну торгову лавку. Фасад повторював типові форми магазинів у місті Глухові. У 1876 році розпочалося будівництво торгових лавок купцем другої гільдії Семеном Букатіним. Лавки чільним фасадом розташували на торгову площу в центрі Глухова. Вони мали прямокутну форму і складалися з підвалу, першого поверху та даху із світловими вікнами, схожими на такі ж у Київських фортечних воротах Глухівської фортеці. Невідомо чи було реалізовано цей проєкт.
Співпраця архітектора з родиною Терещенків тривала не один рік. Почесний громадянин міста Глухова, купець першої гільдії Артемій Терещенко довірив архітектору проєктування власного житла. У 1869 році Олександр Гросс виготовив кресленик маєтку Терещенків (будинок майбутньої чоловічої гімназії, нині центральний корпус Глухівського національного педагогічного університету імені Олександра Довженка). Земля для будівництва придбана Артемієм Терещенком у Глухівській повітовій земській управі. Згідно проєкту, на рівні парадних кімнат другого поверху, знаходилося два пандуси, які розширялися до низу. На першому поверсі знаходилися: кладова, кімната для зберігання вина, котельня, кімната покоївки, кухара, конторщика, їдальня для обслуговуючого персоналу, кімната для обслуги, кімната для економа, пральня. На другому поверсі мали розміститися: кімната для дітей та гувернантки, гардероб, спальня, дамська кімната, будуар, гостинна кімната, оранжерея, кладова, гостинна зала, їдальня, чайна кімната, буфет, контора, кабінет, прийомна, більярдна кімната, гостьові кімнати. У 1871 році архітектор спроєктував притвор з вівтарем до старої Анастасіївська церкви, старостою якої був Артемій Терещенко.
У 1871 році депутати Глухівської земської управи вирішили придбати за 30 тисяч рублів у дворянина Миколи Терещенка ділянку землі разом з недобудованими спорудами по нинішній вулиці Київській. В одному з будинків планували відкрити прогімназію, а в інших лікарню та богодільню. Відразу після купівлі земельної ділянки, земство виділило із додаткового капіталу 10 тис. рублів на будівництво лікарні та богадільні. Архітектор Олександр Гросс склав план і креслення богадільні, приміщення доглядача та лікарні. З часом тут було побудовано приміщення учительського інституту (нині перший корпус Глухівського національного педагогічного університету імені Олександра Довженка).
Олександр Гросс також створював проєкти житлових будинків, їх добудов та зведення флігелів. Зокрема, у 1868 році складено проєкт цегляного будинку купця 2-ї гільдії Красовицького. У 1870 році він розширює флігель маєтку 3-ї гільдії купця Георгія Біловського. В цьому ж році для нащадків полковника Плешкова було складено проєкт розширення одного з будинків їх садиби в Глухові.
У 1876 році архітектор Олександр Гросс переїздить до міста Курська (нині — РФ). У цьому ж 1876 році в Курську він спроєктував ремісничу управу. Пізніше, у 1882 році він створює план частини вулиці Знаменської в Курську, а також проєкт кам'яних лавок купця Бредіхина. У 1884 році з'являється проєкт розважального театру в міському парку. Наступного року він готує ряд проєктів, зокрема, реконструкції манежу для міського театру, реконструкції міських лавок в Гостинному дворі, а також фасаду флігеля в садибі курського купця І. С. Новосельцева. Два роки (1885—1886) він здійснює спостереження за технічними роботами під час перебудови Курського повітового земства. У 1886 році створює план реконструкції частини Курська для зведення садиби Бочарова. Також, Олексанлр Гросс — автор проєкту кам'яних двоповерхових лавок купця Шапошнікова в Бєлгороді (1882, 1888).
Помер Олександр Гросс після 1896 року в Курську, де і похований.

## Нагороди та звання
- Імператорське Всемилостиве пожалування діамантового перстня.
- Титулярний радник (1894).